# Sthenelos
Sthenelos (altgriechisch Σθένελος Sthénelos, lateinisch Sthenelus) ist ein antiker, griechischer, männlicher Personenname und bedeutet der Starke oder der Mutige.

## Bekannte Namensträger
- Sthenelos, Sohn des Aigyptos und der Tyria, Gatte der Danaide Sthenele
- Sthenelos (Sohn des Melas), Sohn des Melas, wurde von Tydeus getötet
- Sthenelos (Sohn des Perseus), Sohn des Perseus und der Andromeda
- Sthenelos (Sohn des Androgeos), Sohn des Androgeos, König von Thasos
- Sthenelos (Sohn des Aktor), Sohn des Aktor
- Sthenelos (Sohn des Kapaneus), Sohn des Kapaneus, König von Argos
- Sthenelos (Vater des Kyknos), Vater des Kyknos
- Sthenelos (Dichter), Tragödiendichter, Zeitgenosse des Aristophanes
- Sthenelos (Troja), Trojaner in Vergils Aeneis